# 나를 죽여줘
《나를 죽여줘》는 2022년에 개봉한 대한민국의 영화이다.

## 캐스팅
- 장현성 : 장민석 역
- 안승균 : 현재 역
- 이일화 : 수원 역
- 김국희 : 하영 역
- 양희준 : 기철 역